# خلیل‌لی (آغ سو)
خلیل‌لی (به ترکی آذربایجانی: Xəlilli) یک منطقه مسکونی در جمهوری آذربایجان است که در شهرستان آق‌سو واقع شده است. خلیل‌لی ۷۴۹ نفر جمعیت دارد.